# Riserva naturale Foce Fiume Reno
La riserva naturale Foce Fiume Reno è un'area naturale protetta situata in provincia di Ravenna. La riserva occupa una superficie di 45,00 ettari ed è stata istituita nel 1981.